# 小樽警察署
小樽警察署（おたるけいさつしょ）は、北海道警察本部が管轄する札幌方面の警察署の一つである。

## 所在地
北海道小樽市富岡1丁目7-1
- 所在機関
  - 警察本部交通部交通機動隊小樽分駐所

## 管轄区域
- 小樽市

## 沿革
- 1873年（明治6年） - 開拓使小樽出張所に近代警察の基礎である6名の邏卒（らそつ; 巡査の旧称）が配置される。
- 1878年（明治11年）10月 - 開拓使民事局警察課小樽分署が設置される。
- 1884年（明治17年） - 札幌県小樽警察署となる。
- 1948年3月（昭和23年） - 警察法の施行により小樽市警察署となる。
- 1954年7月（昭和29年） - 警察法の改正により札幌方面小樽警察署となり、現在に至る。

## 組織
- 署長
- 副署長
  - 警務課（警務係、犯罪被害者支援係、相談係）
  - 留置管理課（管理係）
  - 会計課（会計係）
- 刑事・生活安全官
  - 刑事第一課（指導係、強行犯係、盗犯係、鑑識係）
  - 刑事第二課（知能犯係、組織犯罪対策係、薬物銃器対策係）
  - 生活安全課（生活安全係、少年係、生活経済・保安係、許可係）
- 地域・交通官
  - 地域課（企画係、実務指導係、地域係、水上係、自動車警ら係）
  - 交通課（企画・規制係、指導係、捜査係）
- 警備課（公安係、外事係、警備係）

## 交番・駐在所
括弧内は所在地を表す。
- 朝里交番 （小樽市新光1-9-12）
- 小樽駅前交番 （小樽市稲穂2-22-11）
- 桜交番 （小樽市桜2-24-13）
- 銭函交番 （小樽市見晴8-3）※交番所長は警視
- 築港交番 （小樽市築港1-3）
- 手宮交番 （小樽市手宮1-3-1）
- 長橋交番 （小樽市長橋3-1-1）
- 花園交番 （小樽市花園3-1-1）
- 最上交番 （小樽市最上1-1-1）
- 若松交番 （小樽市若松1-9-9）
- オタモイ駐在所 (小樽市オタモイ1-35-19)
- 塩谷駐在所 (小樽市塩谷2-15-10)
- 蘭島駐在所 (小樽市蘭島1-26-19)

## 警備艇
- いしかり（41.00 トン）

## 補足
- 2001年に新築された現庁舎は、1937年に建設された旧庁舎の窓や玄関周りの意匠を踏襲した外観となっている。現庁舎は第14回小樽市都市景観賞を受賞した[1]。
- 2012年から各課の統括官を課長代理に改称した。
- 2013年から警視級の刑事・生活安全官と地域・交通官を置き、その下に警部級の課長を配置した。

## 主な未解決事件
- 小樽資産家女性殺害事件